# Miomantis exilis
Miomantis exilis es una especie de mantis de la familia Mantidae.

## Distribución geográfica
Se encuentra en Angola, Etiopía, Botsuana, Kenia, Namibia, Somalia. La Provincia del Cabo, Natal y Transvaal en (Sudáfrica.